# Arabia (Schiff)
Die Arabia war ein 1898 in Dienst gestelltes Passagierschiff der britischen Reederei Peninsular and Oriental Steam Navigation Company (P&O), das Passagiere, Fracht und Post von England nach Indien und später nach Australien beförderte. Sie war das letzte Schiff ihrer Reederei mit nur einer Schraube. Die Arabia wurde 1916 im Mittelmeer von dem deutschen U-Boot UB 43 ohne Vorwarnung torpediert und versenkt, wobei elf Menschen ums Leben kamen.

## Konstruktion
Die Arabia war das vierte in einem Quintett von Schwesterschiffen, das P&O für ihren Passagier- und Frachtverkehr nach Asien in Auftrag gab. Die anderen waren die China (1896), die India (1896), die Egypt (1896) und die Persia (1900). Mit diesen großen, modernen Schiffen konnte P&O einen regelmäßigen Liniendienst zwischen England und den britischen Kolonien in Asien aufrechterhalten. Die Arabia und ihre Schwesterschiffe waren die bis dahin größten und modernsten Dampfer der P&O-Flotte.
Das 7.903 BRT große Dampfschiff war 152,3 Meter lang, 16,6 Meter breit und hatte einen maximalen Tiefgang von 7,5 Metern. Die Dreifachexpansionsdampfmaschinen von Caird & Company leisteten 11.000 PSi. Die Höchstgeschwindigkeit lag bei 18 Knoten. An Bord war Platz für 320 Passagiere der Ersten und 160 Passagiere der Zweiten Klasse. Am 12. März 1898 wurde die Arabia fertiggestellt.
Der damals sehr populäre Londoner Designer, Maler und Inneneinrichter William De Morgan war für die Ausstattung der Passagierunterkünfte verantwortlich. Er entwarf zum Beispiel für die Aufenthaltsräume dekorative Paneele, die die Zielorte der Schiffe zeigten. Das Schiff bediente die Route London–Bombay mit verschiedenen Zwischenhalten im Mittelmeerraum wie Port Said oder Malta.

## Geschichte
Die Arabia lief am 10. November 1897 vom Stapel. Durch einen Streik der Werftarbeiter hatte der eigentlich geplante Termin nicht eingehalten werden. Am 12. März 1898 wurde das Schiff in London registriert. Der Bau hatte 250.000 britische Pfund (nach damaligem Geldwert) gekostet. Im Frühling 1898 lief das Schiff zu seiner Jungfernfahrt nach Indien aus. Auf dieser Strecke blieb die Arabia bis zum Ausbruch des Ersten Weltkriegs.
1899 brachte die Arabia den Politiker George Curzon, 1. Marquess Curzon of Kedleston nach Indien zu seiner Krönung zum Vizekönig von Indien. Im Sommer 1902 transportierte sie eine große Gruppe von Passagieren nach Delhi zu den Krönungsfeierlichkeiten von König Eduard VII., der dort am 9. August 1902 zum Kaiser von Indien gekrönt wurde.
In der Dienstzeit des Ozeandampfers kam es wiederholt zu Unfällen: 1905 kollidierte er im Hafen von Bombay mit der Riverdale. 1912 kam es zu einem ähnlichen Vorfall, als er vor Southampton mit der Powerful zusammenstieß. Anfang 1915 wurde die Arabia auf die Route England–Australien verlegt. Am 9. Mai desselben Jahren entkam sie im Ärmelkanal einem auftauchenden U-Boot, indem sie einen Rauchschleier um sich legte. Am 3. Juli floh sie wiederum im Ärmelkanal vor zwei U-Booten.

## Versenkung
Am Sonnabend, dem 30. September 1916 legte die Arabia unter dem Kommando von Kapitän W. B. Palmer in Sydney mit 437 Passagieren und 283 Besatzungsmitgliedern zur Rückfahrt nach England ab. Der erste Zwischenstopp war Fremantle an der Westküste Australiens. Danach lief das Schiff in den Indischen Ozean, dampfte durch das Rote Meer und erreichte schließlich das Mittelmeer.
Am Montag, dem 6. November 1916 gegen 11.00 Uhr mittags sichtete das deutsche U-Boot UB 43 unter dem Kommando von Kapitänleutnant Hans-Joachim von Mellenthin 112 Meilen südwestlich von Kap Tenaro an der Südküste Griechenlands das westwärts dampfende Schiff, das das noch etwa 300 Meilen entfernte Malta ansteuerte. Von Mellenthin gab ohne Vorwarnung den Feuerbefehl. Durch die Explosion des Torpedos im Maschinenraum kamen dort elf Maschinisten ums Leben. Innerhalb von 15 Minuten hatten alle anderen Personen an Bord den sinkenden Dampfer verlassen. 20 Minuten nach dem Angriff sank die Arabia.
Die meisten Überlebenden wurden von dem Passagierschiff City of Marseilles aufgenommen und nach Port Said (Ägypten) gebracht. Auch vier bewaffnete Schlepper beteiligten sich an der Rettung und brachten die von ihnen geborgenen Passagiere nach Malta. Die Tatsache, dass die Deutschen ein Schiff versenkt hatte, das 187 Australier an Bord gehabt hatte, führte in Australien zu einem Anstieg der freiwilligen Meldungen zum Heeresdienst.
Von den 23 Schiffen, die UB 43 versenkte, war die Arabia das größte. Auch ihre Schwesterschiffe India (160 Tote) und Persia (343 Tote) wurden im Ersten Weltkrieg von deutschen U-Booten versenkt.

## Verwandte Themen
Ebenfalls im Ersten Weltkrieg von deutschen U-Booten versenkt wurden die Passagierschiffe Laconia, Hesperian, Leinster, Falaba, Medina, Maloja, Apapa, Missanabie, Ancona und viele andere.